# Подыбайло, Даниил Андреевич
Даниил Андреевич Подыбайло (укр. Данило Андрійович Подибайло, позывной — Наруто; 24 ноября 1996, Донецк — 1 июня 2023, Клещиевка) — украинский военнослужащий, солдат, участник российско-украинской войны. Герой Украины (2023, посмертно).

## Биография
Родился в Донецке, в пятилетнем возрасте переехал с семьёй в Мариуполь. Активно участвовал в акциях за евроинтеграцию в Мариуполе и на киевском Евромайдане. С 2014 года был волонтёром центра «Новый Мариуполь», где получил прозвище «сын полка». В 2018 году окончил исторический факультет Мариупольского государственного университета. Проходил срочную службу в воинской части 3057 в Мариуполе.
С началом полномасштабного вторжения России в Украину в 2022 году находился в блокадном Мариуполе, помогал гражданским и военным, документировал последствия обстрелов. В апреле 2022 года был задержан российскими войсками на блокпосту возле Бердянска, подвергся пыткам, но сумел сбежать из плена. После возвращения на подконтрольную Украине территорию вступил в 128-й батальон 112-й бригады территориальной обороны, служил в подразделении аэроразведки «Ангелы». Участвовал в обороне Киевской области, Слобожанском контрнаступлении и битве за Бахмут.
Погиб 1 июня 2023 года в бою возле села Клещиевка Бахмутского района Донецкой области.

## Награды
- Звание «Герой Украины» с удостоением ордена «Золотая Звезда» (29 сентября 2023, посмертно) — за личное мужество и героизм, проявленные в защите государственного суверенитета и территориальной целостности Украины, верность военной присяге[5].